# Горњи Дарувар
Горњи Дарувар (чеш. Horní Daruvar) је насељено мјесто у Западној Славонији. Припада граду Дарувару, у Бјеловарско-билогорској жупанији, Република Хрватска.

## Географија
Горњи Дарувар се налази око 3 км западно од Дарувара.

## Становништво
Према попису становништва из 2011. године, насеље Горњи Дарувар је имало 436 становника.
| Демографија | Демографија | Демографија |
| Година      | Становника  | Становника  |
| ----------- | ----------- | ----------- |
| 1981.       | 671         |             |
| 1991.       | 603         |             |
| 2001.       | 569         |             |
| 2011.       |             | 436         |

## Попис 1991.
На попису становништва 1991. године, насељено место Горњи Дарувар је имало 603 становника, следећег националног састава:
| Попис 1991.‍  | Попис 1991.‍  | Попис 1991.‍ | Попис 1991.‍ | Попис 1991.‍ |
| ------------ | ------------ | ----------- | ----------- | ----------- |
|              |              |             |             |             |
| Чеси         | Чеси         |             | 219         | 36,31%      |
| Срби         | Срби         |             | 179         | 29,68%      |
| Хрвати       | Хрвати       |             | 148         | 24,54%      |
| Југословени  | Југословени  |             | 21          | 3,48%       |
| Мађари       | Мађари       |             | 6           | 0,99%       |
| Грци         | Грци         |             | 1           | 0,16%       |
| Муслимани    | Муслимани    |             | 1           | 0,16%       |
| Словенци     | Словенци     |             | 1           | 0,16%       |
| неопредељени | неопредељени |             | 6           | 0,99%       |
| регион. опр. | регион. опр. |             | 1           | 0,16%       |
| непознато    | непознато    |             | 20          | 3,31%       |
| укупно: 603  |              |             |             |             |